# Ursel Brunner
Ursula „Mohrle“ Wirth-Brunner (* 30. Januar 1941 in Heidelberg; † 18. September 2024 ebenda) war eine deutsche Schwimmerin.

## Sportliche Laufbahn
Sie erlernte das Schwimmen bereits im Alter von vier Jahren. Die Freistilschwimmerin war von Mitte der fünfziger Jahre bis 1964 als Schwimmerin für den SV Nikar Heidelberg aktiv. Zu ihren größten Erfolgen gehören 27 Deutsche Meisterschaften und zwei Bronzemedaillen bei den Olympischen Spielen 1960 in Rom mit der 4-mal-100-Meter-Freistilstaffel und der 4-mal-100-Meter-Lagenstaffel. Auch stellte sie im Verlaufe ihrer Karriere 99 deutsche Rekorde im Schwimmen auf. 1963 wurde sie zur Sportlerin des Jahres gewählt.
Ursel Brunner wurde für ihre sportlichen Erfolge am 9. Dezember 1960 mit dem Silbernen Lorbeerblatt ausgezeichnet.
Nach ihrer aktiven Karriere war sie Schwimmtrainerin, zog sich aber 1984 wegen des ausufernden Dopings im Leistungssport zurück.
Brunner, die wegen ihres dunklen Teints den Spitznamen Mohrle trug, war seit 1975 mit ihrem früheren Trainer Hans Wirth († 1988) verheiratet. Sie hatte einen Sohn. Beruflich war Ursel Wirth-Brunner im Schuldienst tätig und lange Jahre Rektorin der Internationalen Gesamtschule Heidelberg.
Über viele Jahre trainierte Wirth-Brunner den Fechtsport in den Disziplinen Florett und Degen im Heidelberger Fechtclub/TSG Rohrbach. Im Jahre 2009 gründete sie den Fechtverein Heidelberg 2009. Der Verein hat es sich zum Ziel gesetzt, Kinder nach Fähigkeiten sportlich zu fördern, ungeachtet der sozialen oder ethnischen Herkunft.
Im Jahr 2014 erhielt sie die Bürgerplakette der Stadt Heidelberg.